# Réserve naturelle de Saïano-Chouchensk
La réserve naturelle de Saïano-Chouchensk (en russe : Саяно-Шушенский заповедник, Saïano-Chouchenski zapovednik), plus précisément réserve naturelle et biosphérique d'État de Saïano-Chouchensk, est une réserve naturelle d'État et une réserve de biosphère reconnue par l'Unesco depuis 1984 située en fédération de Russie, au sud du kraï de Krasnoïarsk sur la rive gauche du fleuve Iénisseï dans la zone d'influence du réservoir de Saïano-Chouchensk.
Cette réserve s'étend sur 3 904 km2 dans une région montagneuse dont les sommets s'échelonnent entre 500 mètres et 2 735 mètres d'altitude. Elle permet d'étudier la nature sous l'influence de ce réservoir d'eau, d'observer en particulier le comportement du léopard des neiges et de la faune extrêmement variée qui y habite. Une centaine d'espèces animales sont inscrites au livre rouge de Russie des espèces rares ou menacées. La réserve est recouverte en majorité de forêts, où l'on remarque le pin de Sibérie (Pinus sibirica) dans un espace d'un millier de kilomètres carrés.

## Histoire
Les premiers projets de fondation datent de 1961 et les structures en 1966. C'est en 1975 que l'Iénisseï a été fermé, ce qui a été suivi de la fondation de la réserve le 17 mars 1976. Cependant les premières publications scientifiques sur la nécessité de cette fondation datent de 1967, avant l'existence du réservoir de Saïano-Chouchensk, dont il était recommandé d'étudier les conséquences sur l'écosystème de la région. La réserve voit le jour d'abord afin d'étudier la biocénose de l'endroit, avant qu'il ne soit complètement noyé par le nouveau réservoir. La réserve naturelle est de même considérée comme devant compenser les effets de la construction du réservoir. Elle s'étend alors sur presque un million d'hectares où la chasse et l'abattage d'arbres sont interdits. Elle est réduite par la suite à presque 400 000 hectares après que des géologues eurent découvert des gisements d'amiante qu'il fallait utiliser à l'avenir.
L'étude sous tous leurs aspects de la flore, de la faune, de la géologie, de l'hydrologie, etc. débute véritablement en 1978.
La réserve reçoit le statut de réserve de biosphère par l'Unesco en 1985, ce qui conduit à la mise au point de nouvelles stations.
Environ 1,2 % du territoire de la réserve se trouve sous les eaux du réservoir de Saïano-Chouchensk, constituant en quatre ou cinq ans une « oasis vert » et une zone nourricière pour les animaux sauvages. Certains disparaissent, incapables de s'adapter aux nouvelles conditions, tandis que le climat se fait plus clément et plus humide et que d'autres espèces apparaissent. Il en est ainsi des dizaines de milliers de canards qui viennent hiberner dans l'Iénisseï qui ici n'est plus pris par les glaces en hiver. Des poissons cryogènes, comme le lénok, l'ombre ou le taïmen, ne vivent presque plus dans le réservoir pour se cantonner en amont. D'autres espèces se sont adaptées et le réservoir est devenu depuis 2006 propice à la pisciculture.
La réserve a été agrandie en 1994 et en l'an 2000. Un conservatoire naturel, le bois de Chouchensk, a été également inauguré sur le territoire de la réserve.

## Faune

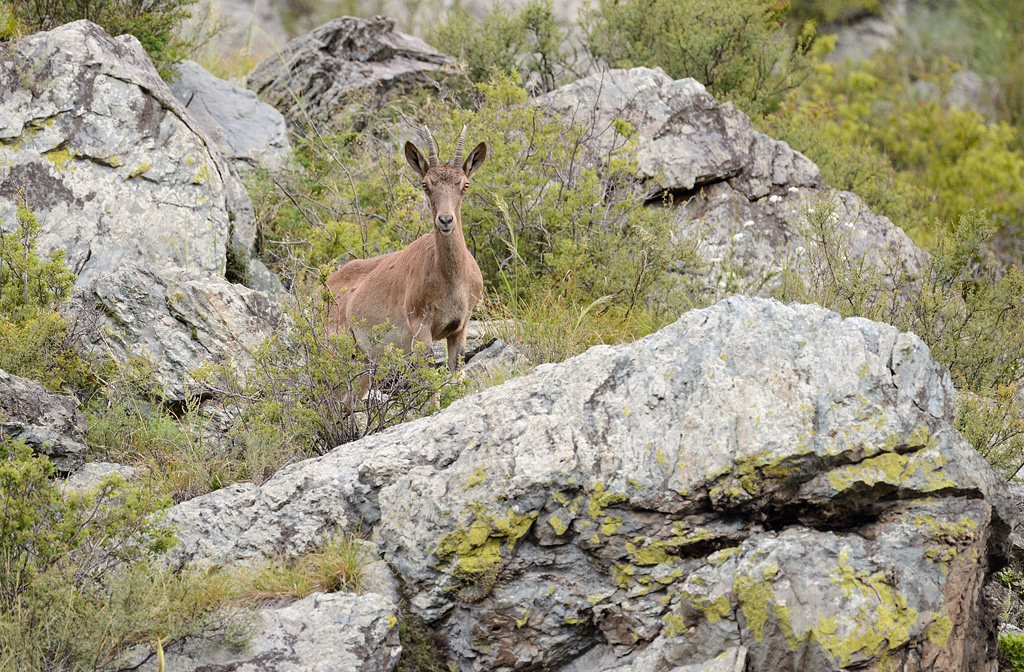
Bouquetin dans la réserve naturelle.

Des espèces animales rares comme le léopard des neiges sont particulièrement protégées. On trouve un léopard des neiges tous les dix kilomètres carrés. C'est l'habitat le plus important du monde pour cette espèce. D'autres espèces rares y vivent, comme le chat de Pallas, le tétraogalle de l'Altaï, la cigogne noire, le faucon sacre, ou l'aigle royal. On trouve aussi l'ours brun, l'ibex de Sibérie, le cerf élaphe et environ deux cents rennes sauvages dans la toundra alpine.

## Flore
Un certain nombre d'espèces, parmi les huit cents présentes, sont endémiques, comme Aconitum biflorum, le gaillet de Krylov, ou le buplèvre Bupleurum martjanovii; ou témoins d'ères géologiques antérieures, comme le rhododendron de Sibérie (Rhododendron dauricum).

## Référence
- (ru) Cet article est partiellement ou en totalité issu de l’article de Wikipédia en russe intitulé « Саяно-Шушенский заповедник » (voir la liste des auteurs).

1. ↑  (en) « UNESCO - SAYANO-SHUSHENSKIY », sur www.unesco.org (consulté le 21 juin 2017)